# Out of the Darkness (film 1914 Ricketts)
Out of the Darkness è un cortometraggio muto del 1914 diretto da Thomas Ricketts.

## Produzione
Il film fu prodotto dalla American Film Manufacturing Company.

## Distribuzione
Distribuito dalla Mutual, il film - un cortometraggio in due bobine - uscì nelle sale cinematografiche degli Stati Uniti il 7 dicembre 1914.